# Macrobunus multidentatus
Macrobunus multidentatus är en spindelart som först beskrevs av Albert Tullgren 1902.  Macrobunus multidentatus ingår i släktet Macrobunus och familjen mörkerspindlar. Inga underarter finns listade i Catalogue of Life.